# Bachledówka (wzgórze)
Bachledówka (959 m) – wzgórze na Pogórzu Gubałowskim.

## Lokalizacja
Wznosi się w północno-wschodnim grzbiecie Gubałówki, który odgałęzia się na zwornikowym szczycie o nazwie Furmanów Wierch i poprzez Kubirówkę i Bachledówkę biegnie w kierunku początkowo północnym, potem północno-zachodnim. Zachodnie stoki Bachledówki opadają do doliny Bystrego Potoku i miejscowości Ratułów, wschodnie do doliny Czerwonego Potoku w Czerwiennem.
Pod względem administracyjnym wzgórze znajduje się w obrębie wsi Czerwienne. Jest bezleśne, pokryte łąkami wsi Czerwienne. Na szczycie wzgórza znajduje się prowadzony przez paulinów Kościół na Bachledówce. 